# وارون (بازی ویدئویی)
«وارون» (انگلیسی: Inversion) یک بازی ویدئویی در سبک تیراندازی سوم شخص است که توسط نامکو باندای گیمز و در سال ۲۰۱۲ منتشر شد. «وارون» در پلت‌فرم‌های مایکروسافت ویندوز، اکس‌باکس ۳۶۰، و پلی‌استیشن ۳ منتشر شده‌است.